# Football Club Lugano 2008-2009
Questa voce raccoglie le informazioni riguardanti il Football Club Lugano nelle competizioni ufficiali della stagione 2008-2009.

## Stagione
Nella stagione 2008-2009 il Lugano, allenato da Simone Boldini, concluse il campionato di Challenge League al 2º posto e perse il doppio spareggio promozione/retrocessione con ilLucerna. In Coppa Svizzera il Lugano fu eliminato al secondo turno dal Locarno.

## Rosa
| N. |                       | Ruolo | Calciatore         |
| -- | --------------------- | ----- | ------------------ |
| 1  | Italia (bandiera)     | P     | Giovanni Proietti  |
| 4  | Svizzera (bandiera)   | D     | Philippe Montandon |
| 5  | Svizzera (bandiera)   | D     | Luca Denicolá      |
| 6  | Italia (bandiera)     | C     | Ludovic Moresi     |
| 7  | Portogallo (bandiera) | C     | Carlos da Silva    |
| 8  | Croazia (bandiera)    | D     | Marko Bašić        |
| 8  | Francia (bandiera)    | A     | Vincenzo Rennella  |
| 9  | Colombia (bandiera)   | A     | Ricardo Laborde    |
| 10 | Italia (bandiera)     | C     | Luca Baldo         |
| 11 | Svizzera (bandiera)   | C     | Michaël Perrier    |
| 13 | Brasile (bandiera)    | C     | Fabiano            |
| 14 | Svizzera (bandiera)   | A     | Pascal Renfer      |
| 15 | Svizzera (bandiera)   | C     | Michele Maggetti   |

| N. |                       | Ruolo | Calciatore           |
| -- | --------------------- | ----- | -------------------- |
| 16 | Svizzera (bandiera)   | D     | Pascal Thrier        |
| 17 | Svizzera (bandiera)   | D     | Enrico Schirinzi     |
| 19 | Portogallo (bandiera) | A     | Bruno Valente        |
| 20 | Italia (bandiera)     | P     | Christian Altebrando |
| 22 | Svizzera (bandiera)   | C     | Angelo Dorsa         |
| 23 | Brasile (bandiera)    | C     | Andrè Viapiana       |
| 25 | Svizzera (bandiera)   | D     | Samuele Preisig      |
| 26 | Svizzera (bandiera)   | D     | Stefano Negrinelli   |
| 28 | Svizzera (bandiera)   | C     | Fulvio Sulmoni       |
| 29 | Svizzera (bandiera)   | D     | Michele Coppola      |
| 31 | Italia (bandiera)     | A     | Carmine Rocca        |
| 32 | Filippine (bandiera)  | D     | Simone Rota          |
|    | Argentina (bandiera)  | D     | Daniel Giordano      |

## Organigramma societario
Area tecnica
- Allenatore: Simone Boldini
- Allenatore in seconda:
- Preparatore dei portieri:
- Preparatori atletici:

## Calciomercato

### Sessione estiva
| Acquisti | Acquisti           | Acquisti          | Acquisti |
| R.       | Nome               | da                | Modalità |
| -------- | ------------------ | ----------------- | -------- |
| A        | Ricardo Laborde    | Náutico           |          |
| D        | Marko Bašić        | Kamen Ingrad      |          |
| A        | Bruno Valente      | La Chaux-de-Fonds |          |
| C        | Carlos da Silva    | Sciaffusa         |          |
| C        | Michele Maggetti   | Vaduz             |          |
| D        | Philippe Montandon | Sciaffusa         |          |
| C        | Ludovic Moresi     | Bellinzona        |          |
| D        | Simone Rota        | Pro Sesto         |          |

| Cessioni | Cessioni           | Cessioni           | Cessioni |
| R.       | Nome               | a                  | Modalità |
| -------- | ------------------ | ------------------ | -------- |
| D        | Tiago Pires        | Gloria Buzău       |          |
| D        | Yvan Bolay         | Wil                |          |
| C        | Alessio Bottani    | Chiasso            |          |
| A        | Kamel Boughanem    | Losanna            |          |
| P        | Michael Casanova   | Locarno            |          |
| C        | Mattia Croci-Torti | Chiasso            |          |
| C        | Osvaldo Díaz       | 12 de Octubre      |          |
| A        | Diogo Tavares      | Frosinone          |          |
| A        | Moreno Elia        | La Chaux-de-Fonds  |          |
| D        | Daniele Fenini     | Gambarogno-Contone |          |
| A        | Mario Gavranović   | Yverdon            |          |
| A        | Henan              | RB Bragantino      |          |
| P        | Luca Loschi        | Verona             |          |
| A        | Vincenzo Rennella  | Genoa              |          |
| C        | Matteus Senkal     | Winterthur         |          |
| C        | Tito Tarchini      | Zurigo             |          |

### Sessione invernale
| Acquisti | Acquisti         | Acquisti          | Acquisti |
| R.       | Nome             | da                | Modalità |
| -------- | ---------------- | ----------------- | -------- |
| D        | Enrico Schirinzi | Lucerna           |          |
| D        | Daniel Giordano  | Chacarita Juniors |          |
| D        | Pascal Thrier    | Winterthur        |          |

| Cessioni | Cessioni | Cessioni | Cessioni |
| R.       | Nome     | a        | Modalità |
| -------- | -------- | -------- | -------- |

## Risultati

### Challenge League

#### andata
| Arbitro: | Studer |

|           |           |                                   |
| Rüfli 85’ | Marcatori | 3’, 43’ Valente 14’, 87’ Rennella |

| Arbitro: | Gremaud |

|                                            |           |  |
| Renfer 71’ (rig.), 76’ (rig.) Rennella 85’ | Marcatori |  |

| Arbitro: | Rogalla |

|                                      |           |                                          |
| Faye 14’, 76’ Andrist 32’ Blumer 72’ | Marcatori | 2’ Valente 3’, 42’ Rennella 47’ Maggetti |

| Arbitro: | Devouge |

|                                                     |           |  |
| Rennella 13’ Valente 19’ Silva 21’ Alija 81’ (aut.) | Marcatori |  |

| Arbitro: | Jaccottet |

|                                        |           |                                      |
| Christen 4’ Jagne 12’ Matić 85’ (rig.) | Marcatori | 27’, 44’ Montandon 60’, 66’ Rennella |

| Arbitro: | Studer |

|  |           |               |
|  | Marcatori | 50’ Montandon |

| Arbitro: | Carrell |

|                                              |           |            |
| Renfer 16’ Baldo 23’ Rennella 50’ Moresi 89’ | Marcatori | 63’ Bühler |

| Arbitro: | Speranda |

|                        |           |            |
| Rennella 17’, 67’, 75’ | Marcatori | 40’ Maliqi |

| Arbitro: | Wermelinger |

|                            |           |                                            |
| Domo 15’ Sara 42’ Kuhl 90’ | Marcatori | 13’, 84’ Renfer 34’ Montandon 36’ Rennella |

| Arbitro: | Hänni |

|           |           |  |
| Renfer 2’ | Marcatori |  |

| Arbitro: | Grossen |

|                                         |           |  |
| Silva 15’ Rennella 23’, 79’ Laborde 86’ | Marcatori |  |

| Arbitro: | Hänni |

|  |           |                          |
|  | Marcatori | 31’ Valente 79’ Rennella |

| Arbitro: | Petignat |

|                      |           |  |
| Silva 45’ Renfer 53’ | Marcatori |  |

| Arbitro: | Wermelinger |

|                  |           |             |
| Merenda 14’, 77’ | Marcatori | 89’ Valente |

| Arbitro: | Bieri |

|                       |           |  |
| Silva 31’ Valente 85’ | Marcatori |  |

#### ritorno
| Arbitro: | Studer |

|             |           |                        |
| Bouamri 71’ | Marcatori | 32’ Perrier 65’ Renfer |

| Arbitro: | Laperrière |

|                             |           |          |
| Silva 74’ Rennella 75’, 90’ | Marcatori | 28’ Faye |

| Arbitro: | Bieri |

|  |           |             |
|  | Marcatori | 40’ Valente |

| Arbitro: | Gremaud |

|  |           |                      |
|  | Marcatori | 19’ Silvio 56’ Gsell |

| Arbitro: | Devouge |

|                                |           |  |
| Renfer 23’ Rennella 76’ (rig.) | Marcatori |  |

| Arbitro: | Amhof |

|                        |           |                       |
| Antić 16’ Sprunger 63’ | Marcatori | 56’ Rota 90’ Rennella |

| Arbitro: | Laperrière |

|  |           |                               |
|  | Marcatori | 22’, 88’ Rennella 45’ Perrier |

| Arbitro: | Carrell |

|                                 |           |  |
| Rennella 13’ (rig.), 45’ (rig.) | Marcatori |  |

| Arbitro: | Klossner |

|              |           |             |
| Balthazar 7’ | Marcatori | 39’ Valente |

| Arbitro: | Gremaud |

|                              |           |                       |
| Ademi 11’ Katanha 90’ (rig.) | Marcatori | 8’ Moresi 27’ Preisig |

| Arbitro: | Amhof |

|                                                           |           |  |
| Pauchard 27’ (aut.) Valente 67’ Schirinzi 71’ Perrier 79’ | Marcatori |  |

| Arbitro: | Klossner |

|                       |           |                                       |
| Maric 32’, 61’ (rig.) | Marcatori | 7’ (aut.) Bieli 63’ (rig.), 71’ Silva |

| Arbitro: | Winter |

|  |           |                   |
|  | Marcatori | 90’ (rig.) Tréand |

| Arbitro: | Circhetta |

|                            |           |                   |
| Valente 54’ Silva 63’, 88’ | Marcatori | 7’ (aut.) Preisig |

| Arbitro: | Hussain |

|                  |           |           |
| Edo 2’ Pepsi 69’ | Marcatori | 80’ Silva |

### Spareggio promozione/retrocessione
| Arbitro: | Circhetta |

|            |           |  |
| Renfer 15’ | Marcatori |  |

| Arbitro: | Zimmermann |

|                                                               |           |  |
| Renggli 14’ Chiumiento 52’ (rig.) Paiva 77’, 83’ Scarione 80’ | Marcatori |  |

### Coppa Svizzera
| 21 settembre 2008, ore 16:00 CEST Primo turno | Vallemaggia | 0 – 5 | Lugano |  |

| 19 ottobre 2008, ore 15:00 CEST Secondo turno | Locarno | 3 – 1 | Lugano |  |

## Statistiche

### Statistiche di squadra
| Competizione                       | Punti | In casa | In casa | In casa | In casa | In casa | In casa | In trasferta | In trasferta | In trasferta | In trasferta | In trasferta | In trasferta | Totale | Totale | Totale | Totale | Totale | Totale | DR  |
| Competizione                       | Punti | G       | V       | N       | P       | Gf      | Gs      | G            | V            | N            | P            | Gf           | Gs           | G      | V      | N      | P      | Gf     | Gs     | DR  |
| ---------------------------------- | ----- | ------- | ------- | ------- | ------- | ------- | ------- | ------------ | ------------ | ------------ | ------------ | ------------ | ------------ | ------ | ------ | ------ | ------ | ------ | ------ | --- |
| Challenge League                   | 70    | 15      | 13      | 0       | 2       | 37      | 7       | 15           | 9            | 4            | 2            | 35           | 23           | 30     | 22     | 4      | 4      | 72     | 30     | +42 |
| Spareggio promozione/retrocessione | -     | 1       | 1       | 0       | 0       | 1       | 0       | 1            | 0            | 0            | 1            | 0            | 5            | 2      | 1      | 0      | 1      | 1      | 5      | -4  |
| Coppa Svizzera                     | -     | 0       | 0       | 0       | 0       | 0       | 0       | 2            | 1            | 0            | 1            | 6            | 3            | 2      | 1      | 0      | 1      | 6      | 3      | +3  |
| Totale                             | 70    | 16      | 14      | 0       | 2       | 38      | 7       | 18           | 10           | 4            | 4            | 41           | 31           | 34     | 24     | 4      | 6      | 79     | 38     | +41 |

### Andamento in campionato
| Giornata  | 1 | 2 | 3 | 4 | 5 | 6 | 7 | 8 | 9 | 10 | 11 | 12 | 13 | 14 | 15 | 16 | 17 | 18 | 19 | 20 | 21 | 22 | 23 | 24 | 25 | 26 | 27 | 28 | 29 | 30 |
| --------- | - | - | - | - | - | - | - | - | - | -- | -- | -- | -- | -- | -- | -- | -- | -- | -- | -- | -- | -- | -- | -- | -- | -- | -- | -- | -- | -- |
| Luogo     | T | C | T | C | T | T | C | C | T | C  | C  | T  | C  | T  | C  | T  | C  | T  | C  | C  | T  | T  | C  | T  | T  | C  | T  | C  | C  | T  |
| Risultato | V | V | N | V | V | V | V | V | V | V  | V  | V  | V  | P  | V  | V  | V  | V  | P  | V  | N  | V  | V  | N  | N  | V  | V  | P  | V  | P  |
| Posizione | 1 | 1 | 3 | 2 | 2 | 2 | 1 | 1 | 1 | 1  | 1  | 1  | 1  | 2  | 2  | 2  | 2  | 2  | 2  | 2  | 2  | 2  | 2  | 2  | 2  | 2  | 2  | 2  | 2  | 2  |

Legenda:

Luogo: C = Casa; T = Trasferta. Risultato: V = Vittoria; N = Pareggio; P = Sconfitta.

### Statistiche dei giocatori
| C. Altebrando | 2  | 0  | 0 | 0 |
| L. Baldo      | 14 | 1  | 3 | 1 |
| M. Bašić      | 1  | 0  | 0 | 0 |
| M. Coppola    | 0  | 0  | 0 | 0 |
| L. Denicolá   | 27 | 0  | 2 | 0 |
| A. Dorsa      | 11 | 0  | 1 | 0 |
| F. Fabiano    | 21 | 0  | 1 | 0 |
| D. Giordano   | 0  | 0  | 0 | 0 |
| R. Laborde    | 14 | 1  | 0 | 0 |
| M. Maggetti   | 29 | 1  | 4 | 0 |
| P. Montandon  | 29 | 4  | 5 | 0 |
| L. Moresi     | 17 | 2  | 3 | 0 |
| S. Negrinelli | 0  | 0  | 0 | 0 |
| M. Perrier    | 26 | 3  | 4 | 1 |
| C. Polli      | 1  | 0  | 0 | 0 |
| S. Preisig    | 28 | 1  | 4 | 0 |
| G. Proietti   | 28 | 0  | 2 | 0 |
| P. Renfer     | 21 | 9  | 2 | 0 |
| V. Rennella   | 22 | 24 | 6 | 1 |
| C. Rocca      | 3  | 0  | 0 | 0 |
| S. Rota       | 25 | 1  | 3 | 1 |
| E. Schirinzi  | 11 | 1  | 0 | 0 |
| C. Silva      | 29 | 10 | 4 | 0 |
| F. Sulmoni    | 1  | 0  | 0 | 0 |
| P. Thrier     | 14 | 0  | 3 | 0 |
| B. Valente    | 27 | 11 | 7 | 0 |
| A. Viapiana   | 11 | 0  | 1 | 0 |